# Тырновану, Штефан
Ште́фан Тырнова́ну (рум. Ștefan Târnovanu; род. 9 мая 2000, Яссы) — румынский футболист, вратарь клуба «Стяуа» и национальной сборной Румынии.

## Клубная карьера

### «Политехника» (Яссы)
Тырновану — воспитанник ясского «Политехника». 31 марта 2018 года в матче против «Германштадт» дебютировал в аренде за «Штиинца Мирослава». В декабре того же года, Штефан дебютировал в составе «Политехника» в чемпионате Румынии. Во второй половине сезона 2018/2019 на правах аренды перешёл в «Спортул» (Снагов).

### «Стяуа»
29 сентября 2019 года, было объявлено что Тырновану достиг договорённости о переходе в «Стяуа» следующем летом. «Политехника» получила 200 000 евро и 15 % от будущей перепродажи игрока. 19 мая 2021 года в матче против «Университатя Крайова» Штефан дебютировал за «армейцев».
20 декабря, сыграл «сухой» против «Сепси» и был назван одним из лучших игроков матча по оценки издания Gazeta Sporturilor. В марте 2022 года после неубедительной игры основного вратаря Андрея Влада стал первым выбором на позицию голкипера.

## Международная карьера
В июне 2021 года, Тырновану получив вызов в олимпийскую сборную Румынии на летние Олимпийские игры 2020. На турнире был запасным.
24 мая 2022 года, Штефан получил вызов в национальную сборной Румынии на игры Лиги Наций УЕФА против Черногории, Финляндии и Боснии Герцеговины. 20 ноября в товарищеском матче против Молдавии он дебютировал в составе сборной Румынии.
В 2023 году в составе молодёжной сборной Румынии Тырновану принял участие в молодёжном чемпионате Европы. На турнире он сыграл в матчах группового этапа против Украины и Хорватии.